# Idicel-Pădure, Mureș
Idicel-Pădure este un sat în comuna Brâncovenești din județul Mureș, Transilvania, România.

## Așezare

Imagine panoramică a satului

Satul se află într-o zonă geografică deluroasă, întins pe o lungime de 10 km.
Localitatea se află așezată la poalele munților Gurghiului, într-o pitorească zonă submontană.

## Istoric
Așezarea are un lung istoric, pe teritoriul localității găsindu-se numeroase obiecte încă din perioada neoliticului. Se presupune că ar fi fost locuită și în perioada stăpânirii romane a Daciei, ținând cont că în apropiere se afla castrul roman de la Brâncovenești, făcând parte din provincia romană Dacia Porolissensis; de altfel, profesorul și arheologul Valeriu Lazăr menționează următoarele: „De pe teritoriul satului provin trei monede romane imperiale: un follis de la Constans și două follis-uri de la Constantinus.”. Piesele erau în posesia profesorului Traian Feier (Jabenița). Nu se cunosc împrejurările descoperirii (informație V. Lazăr). Vizitatorii mai pot descoperii urmele drumului roman care lega regiunea salinelor Praid și Sovata, cu restul imperiului roman, drum care împarte în două zona numită Fața Măgurii.
Prima atestare documentară a Idicelului apare în anul 1393, anterior menționându-se următoarele denumiri, în ordine cronologică:
- în 1393 denumirea „possesione Idecspataka cum doubus villas valahalibus et una villa rutinorum in eadem idecspataka existentibus”;
- în 1461 „possesione Alsoidechpataka, Felseurioechpataka”;
- circa 1467 „utra que Idechapathaka”;
- în 1475 „Felsem Idechpathaka et Also Idechpathaka”;
- în 1477 „Utraque Idechpataka”;
- în 1492 „Also Idecsekpathaka”;
- în 1495 „Alsoy Ochpathaka, Kezepydechpathaka Felsemydechpathaka”;
- în 1502 „Kewzepsev Idechpataka”;
- în 1508 „Kenzepydechpathaka” (Csanki Dezső, Magyar törteneti földrajza a hunyabiak Koraban «Geografia istorică a Ungariei în epoca huniazilor», volumul V, pagina 709);
- în 1733 „Idicsel” (conform conscripției Episcopului Inochentie Micu Klein);
- între 1760 – 1762 „Idecspataka” (conform conscripției Bucov);
- în 1805 „Ideth Patak” (conform conscripției Coșa);
- în 1824 „Idetspataka Eidischbah, Idicel (conform Buletinului Guberniului Provinciale pentru Marele Principat Transilvania numărul 66)[2].

După cum rezultă din prima atestare documentară, în zona văii Idicelului exista atât populație românească cât și ruteană; în partea de est a satului se află și o zonă numită "Beșinei", ceea ce ar atesta așezarea mai timpurie în acest loc a unei populații de pecenegi (în maghiară "besenyők"). O altă zonă din Idicel, numită Ifălău, pe baza analizei toponimice arată că aici ar fi locuit și o populație vorbitoare de limbă maghiară (în maghiară "újfálu" însemnând "satul nou", denumirea dând de înțeles că în momentul așezării populației maghiarofone, în zonă ar fi existat și un sat "vechi"); un alt argument în favoarea identificării unor maghiarofoni în zona Ifălău este și faptul că această zonă a fost zona locuită de familia Suciu, nume românesc, dar de origine maghiară (szűcs = cojocar).
Actualul sat a fost din punct de vedere administrativ creat doar în 1956, prin divizarea vechiului Idicel în două: Idicel și Idicel-Pădure. 
Doctor Virgil Ciobanu, în studiul „Statistica românilor ardeleni din 1760 – 1762”, publicat în „Anuarul Institutului de Istorie Națională”, volumul 3, 1924 – 1925, pagina 641, menționează că „localitatea făcea parte din comitatul Turda și exista un preot unit și un preot ortodox; erau 32 familii de confesiune ortodoxă, exista biserică ortodoxă; parohia avea în proprietate o suprafață de teren arabil de 6 câble (circa 6 iugăre) și teren cositor de 6 care de fân; avea și casă parohială”.
Nicolae Albu, unul din cei mai iscusiți cercetători în problema învățământului românesc din Transilvania, fiu al satului Adrian de pe Valea Gurghiului, în lucrarea „Istoria învățământului românesc din Transilvania până la 1800”, Editura Lumina, Miron Neagu, Blaj, 1944, pagina 302, „pe timpul acțiunilor antiunioniste a lui Sofronie, care a poposit cinci luni prin aceste părți iar la plecare a lăsat propagator antiunionist pe aprigul preot protopop Popovici al Idicelului”.
Între documentele cu valoare agricolă, toponimică, onomastică, juridică și statistică care se păstrează la Direcția Județeană a Arhivelor Naționale Mureș din Târgu Mureș sunt cele referitoare la cadastrul funciar. Pentru localitatea Idicel sunt cele inventariate în Colecția de evidență cadastrală sub cotele 2067 – 2081. Documentul inventariat la numărul 2067 are denumirea: „Descrierea hotarului comunității contribuitoare Idicel (Idecspataka)”, fiind redactat în limba română cu alfabet latin. Reproduc în continuare câteva rânduri: „Marele Principat al Transilvaniei. Comisariatul cercului Gurghiu, cercul de prețuire numărul 47”, urmează titlul, după care continuă „Satulu Idicel se mărginește cu cinutul comunității Ideciului de Sus (Ober Idets) apoi cu acela a lu sateloru Holtmaros (Mureș Mort) Magyaro (Aluniș) Rusu (Rușii Munți) (M.O. Falu) Gleseria (Uvegcsür) Cașva și Potocu (Oros Idets) Hotarulu se începe din dialu Potocului de la Calea oilor dintre trei hotare, adecă a Ideciului, Potocului și Ideciului de Sus, unde în vârvu dialului sau făcutu o movilă de pământu cu literile I.P. Or. I. și Ob. I. De aicia am pornitu pe margina hotarului Ideciului de Susu 1a movile de pământu. De aicia înainte pe Podosan la vale către miazănoapte în linie driaptă am măsurat 11 stânjeni până la a 2a movilă…”
Din document se remarcă câteva toponime, după cum urmează: Vârvu Gradinii Dasiului, Părăul Costeștilor, Fata Ungurului, Vârvul Seribiltiului, Dentsesei, Fata Mare, Cosmești, Poiana Gensi, Masa Domnilor, Vârfu Borului, Izvoru buzii Frasinului, Izvoru sub buza Frasinului, Vârfu Szenci, Prelunca Petricelii, Ciurgău, Vârful Sunătorilor, Pitsoiul, Stânii Popi, Vârfu La Stâna, Stâna Popi, Vârvu Runcului sub Runcu, Vârfu Ciungilor, Curmătură, Hotarul Glesierii, Vârvu Cherpenisului Potorului.
În legătură cu numele locuitorilor, putem să notăm următoarele: oamenii comitetului comunității Idicel: Oltian Mihăilă, oficialu conducătoriu, Cornea Simion, omul comitetului, Pui Grigore a Macarii, omul comitetului, Marc Ioan, omul comitetului, Pop Mihăilă, Moldovan Alexa, Covrig Mihăilă, Nicolae Svagon, purtătoriu de piane; oamenii comunității Ideciului de Sus: Thomas Seiler, Johan Klein, Müh Emerich, Johan Maty, Johan Müller; oamenii comitetului comunității Holtmaros (Mureș Mort): Kantor György, Vaida Mihaly, Bakos Istvan, Ördög Ferentz, Marton Istvan, Kibedi Andras, Csatlos Mihaly, Svagon Miklos, comitetul comunității Mogyoro (Aluniș): Szasz Gyorgy senior, Szasz Mihaly senior, Intze Peter, Vajda Janos, Branya Vaszi, Ördög Mihaly, Petrișor Juon, Orban Ferentz, secretar (jegyzö) comitetul comunității Rusu (Rușii Munți): Nekita Feldihan, Toader Antonesc, Csirile Diac, Ioan Ilovan, Jakab Negrutz, Toadel Oală, Chirilă Csako, Andron Fentz, purtător de piane; oamenii comitetului comunității Gleseria: Szeidorfen Janos, Blaska Ferentz, Menyhard Joseff, Hărșan Filon notarul locului; comitetul comunității Casva: Pop Aron, Boar Filip, Sütö Michăilă, Dan Leorinție, Borda Gore, Borda Vasilică, Murari Jacob Gligori; comitetul comunității Potocu: Simion Bretin, Bretean Juon, Pilca Mihăilă, Jelieri Floria, Chertes Floria reprezentantul domnilor ce au fost până acuma scutit de la contribuțiune.
Registrul din anul 1937, cu transformările proprietăților efectuate până în anul 1940, cuprinde următoarele elemente: număr curent, numărul parcelei din cartea funciară, numărul topografic al parcelei (în intravilan de la numărul 1 – 289, unde figurează casele, curțile și grădinile cu suprafețele respective în iugăre și stânjeni); numele și prenumele proprietarilor, domiciliul, numărul casei, în extravilan de la numărul topografic 290 – 4337; categorii de terenuri în extravilan (în afara vetrei satului) arător, fânaț, rât, vie, pășune, pădure, trestiș, suprafață scutită de impozit, suprafață totală. Din acest registru reies următoarele informații: teren arător = 1.298 iugăre, 485 stânjeni; gradină = 172 iugăre, 1181 stânjeni, fânaț = 1.023 iugăre, 1.080 stânjeni; pășune = 761 iugăre, 552 stânjeni.

## Populația satului
Populația satului s-a format din oameni veniți din zona de câmpie. S-au stabilit în această zonă împădurită așezându-și vetrele în poieni (luminișuri), în apropierea cărora se găsea apă și le asigura un adăpost, un loc mai liniștit și mai în siguranță.
Tradiția menționează că întemeietori ai satului ar fi fost diferite familii, printre care familia numită Buzdugan, care s-a așezat într-o poiană în zona actualului sat Idicel, numită „Săgăiești”. Acest loc se află în mijlocul satului, în cotul văii din stânga podului de peste Valea Idicelului. Altă familie venită tot în aceeași perioadă ar fi fost acea numită Covrig, al cărui prim reprezentant, Cozma, care s-a așezat pe Valea Cornii în zona numită azi Cozmești. O altă familie care s-a așezat pe Valea Mare în zona numită Puiești, denumire luată tot după numele familiei respective (Pui). Un întemeietor Marcu ar fi întemeiat zona Mărcești (azi fără locuitori), iar Irimia a întemeiat Irimeștii.
Alte familii stabilite în Idicel-Pădure în decursul anilor au fost: Dănci Alexandru, zis „A lui Bobu”, după cum spune o mărturie veche a unui urmaș de-al lor: „Bunicul meu a fost din Borșa, din Maramureș. Ca să scape de armată a fugit împreună cu mamă-sa și s-a adăpostit pe dealurile acestea, pierzându-i-se urma. Aici s-a căsătorit, noi nu ne tragem din același loc cu celelalte familii de «Dăncești»!” (stabilindu-se pe dealul numit „Bonzărești”). Un fecior de la Moci, de pe moșia vreunui grof, se refugiază la „Pădure”, se căsătorește, stabilindu-se pe un deal opus primului și anume la „Dăncești”. S-au scurs de atunci câteva generații, din această spiță sunt numeroase familii cu numele de Danciu.
Cu timpul, familiile s-au înmulțit și s-au așezat tot mai înspre aval, pentru a avea acces mai ușor la târg, fapt ce se manifestă și în prezent, încât aproape că primele vetre au rămas părăsite.
Deși populația s-a așezat în această zonă cu mult înainte, localitatea este recunoscută și atestată abia după a doua jumătate a secolului al XIII-lea, după cum se arată în diferite documente. Populația la început a fost mică, compusă din câteva familii, dar pe măsura scurgerii timpului s-a mărit.

### Situația demografică
Populația stabilă după recensământul din anul 2002 este de 773 de locuitori, din care masculină 355 (salariați 183, casnici 172), iar cea feminină de 418 (salariate 226, casnice: 192), formând 331 de familii care locuiesc în 232 de case, camere de locuit 531, cumulând o suprafață totală de 10.466 mp. Naționalitatea populației este pur română, iar ca și orientare religioasă prezente întâlnim ortodocși și adventiști.

### Ocupația locuitorilor
La început a fost exclusiv creșterea animalelor, vite, oi, apoi, având lemn la dispoziție, au început să se ocupe și cu confecționarea de unelte agricole și gospodărești: sănii, care, furci, greble, războaie de țesut, lăzi de zestre și altele pe care le comercializau în zona de câmpie în schimbul cerealelor sau banilor, fapt menționat și în „Monografia județului Mureș”, ediția 1980, la pagina 238.
Pe măsură ce s-a tăiat pădurea în scopul măririi vetrelor gospodărești a început să se formeze și teren agricol, pe care se cultiva porumb și cartofi și în măsură foarte redusă păioase. Dar și în trecut și în prezent creșterea animalelor rămâne ocupația de bază a locuitorilor satului, ocupație care asigură veniturile necesare întreținerii gospodăriilor.
Ciobănitul este una din ocupațiile de bază a locuitorilor din Idicel-Pădure, fiind o tradiție transmisă din tată în fiu, primăvara oile fiind duse pe pășunile de munte „Cica” și „Drâgla” din Munții Călimani, pășuni primite de comuna Idicel la reforma agrară din 1922. Alte ocupații case se întâlnesc în Idicel sunt: vânătoarea, albinăritul, prelucrarea lemnului, morăritul, fierăria și muncile agricole.

### Locuințele
Inițial au fost foarte modeste, compuse din câte o cameră și o tindă (bucătărie) construite din lemn și acoperite cu stuf, având pe pardoseală pământ bătut, ca mai apoi, pe măsura modernizării, să se extindă cu un „târnaț” (terasă în fața casei) sau „filigorie” (hol) și câte o cămară. Construcția era așezată pe un fundament de piatră, interiorul și exteriorul erau lipite cu lut și văruite într-o nuanță de alb-albastru. Acoperișul era confecționat din șindrilă. Cea mai veche casă de acest fel aparține familiei Sava, casă construită prin anii 1880-1890 de către Sava Luca. În 2006 casa era încă în picioare, deși la începutul anilor 1980 a fost schimbat acoperișul de șindrilă, și montat un acoperiș din țiglă. 
Casa avea formă dreptunghiulară, iar acoperișul era mai înalt, pentru a rezista zăpezilor mari. Camerele aveau dimensiuni de 4X4, 4X5 sau 5X5 metri, tinda servind ca bucătărie și sufragerie, iar camera („casa dinainte” în limbaj popular) ca dormitor. În prima la început era cuptorul, apoi soba de gătit.
Mobilierul era compus din paturi de lemn, masă, scaune sau bănci numite „laiță”, o ladă de zestre, una mai lungă numită „canapeu”, iar pe perete un „blidar” (dulap de bucătărie), mobilierul era confecționat de către bărbații din familie. Pereții erau împodobiți cu „peretare” țesute din lână colorată, icoane pe sticlă, „blide” (farfurii din lut) și ștergare (prosoape brodate din cânepă sau in).
După icoane se țineau actele de valoare, testamente, certificate, contracte și uneori chiar bani. Încălzirea se făcea cu lemne, în vetre cu cuptor și horn, apoi în sobe de tuci (fontă). În prezent, în anii 2000, vetrele și cuptoarele din locuințe au dispărut complet ( dar încă rămân în anumite locuințe, de exemplu în casa familiei Sava), fiind înlocuite cu teracote și șeminee. Iluminatul era asigurat cu ajutorul unor candele, lumânări sau lămpi cu gaz lampant. În anul 1963 în localitate s-a introdus curentul electric.

## Viața culturală și spirituală

Jocuri populare

Așa cum afirma un învățat al neamului nostru, Ovidiu Denșeanu, în „Folclorul – cum trebuie înțeles”, Editura pentru Literatură, București, 1966, „cineva nu trăiește numai din ce moștenește, ci și din ce se adaugă, pe fiecare zi în sufletul lui”, comunitatea rurală trăind și prin folclorul, obiceiurile și tradițiile sale.
Momentele din care pornesc aceste obiceiuri sunt legate de evenimentele majore ale existenței omului: nașterea, căsătoria și moartea, de sărbătorile religioase, de ocupațiile practicate, în cazul nostru, „măsura oilor”, „ospățul oilor”. Sărbătorile de iarnă, care încep de la sfârșitul lunii decembrie și se termină la începutul lunii ianuarie, Nașterea Mântuitorului, Soborul Maicii Domnului, Sfântul Ștefan, Sfântul Vasile, Botezul Domnului și Soborul Sfântului Ioan Botezătorul, sunt grupate pe o perioadă scurtă de numai două săptămâni și marchează atât sfârșitul unui an și începutul celui care vine, reprezentând un prilej de petrecere tradițională. În perioada acestor sărbători întreaga comunitate este acasă în sat, unde participă activ la aceste evenimente, atât în plan laic, cât în plan și religios.
Costumul popular al idicenilor era compus din „cioareci” din pănură albă, cămașă de pânză albă, lungă până aproape de genunchi, pieptar din blană de miel și suman din pănură neagră sau cojoc, iarna, iar vara era abandonat cojocul și înlocuiți cioarecii cu ițari dintr-o combinație de lână și cânepă. La brâu purtau șerpar din piele, iar pe cap căciulă din blană neagră de miel sau pălărie cu boruri largi. Încălțămintea erau opincile la marea majoritate, iar cei mai înstăriți purtau cizme și bocanci – acestea formând portul bărbătesc.
Portul femeiesc se compunea din poale din pânză, catrințe țesute din lână sau stofă din aceeași țesătură, prinsă în brâu cu o „lorineață” țesută, cămașă din pânză albă cu șire cusute sau țesute, pieptar din blană de miel cu „zăgărea”, suman din pănură neagră sau cojoc. Pe cap purtau năfrămi groase de lână țesute sau croșetate, iar cele mai tinere „ceaptă”, un fel de voal cu zgardă de bănuți din argint, iar în picioare opinci sau ghete înalte. Fetele își împleteau părul în cosițe, iar nevestele își transformau cosițele într-un coc numit „conei”.

Jocuri populare

Ambele costume în mare parte erau confecționate în casă, costumul de sărbători deosebindu-se de cel de „purtat” prin ornamente țesute sau cusute în culori.
Până la vârsta școlară copii erau îmbrăcați într-o cămașă largă din pânză, atât fetițele, cât și băieții. Cu ocazia sărbătorilor erau îmbrăcate de obicei haine noi care, ca și celelalte pregătiri, ca învățatul colinzilor și descântecelor din lirice, specifice sărbătorilor de iarnă, erau făcute din timp în șezători. Pentru întreaga perioadă a sărbătorilor erau angajați muzicanți, iar jocul era la o casă numită „casa jocului”.
La Sfântul Nicolaie, în data de șase decembrie, erau „probați” muzicanții, la acea casă, prilej de întâlnire, mai mult al tinerilor care, cu această ocazie, detaliau planurile pentru celelalte sărbători. Taraful era compus din: vioară, ceteră, contrabas și țambal, la nunți și petreceri mari, iar celelalte petreceri erau animate de cântecul fluierului. În toată perioada sărbătorilor, jocul avea loc numai după-amiaza și seara, deoarece dimineața toată comunitatea se ducea la biserică.
În ajunul Crăciunului, încă de cu ziuă, pornesc copii cu Steaua, prin poezia căreia vestesc pe gospodarii satului „Că azi Maria, naște pe Mesia”, gospodarii îi primesc pe urători și îi cinstesc acum cu bani, dar mai demult îi cinsteau cu mere, nuci și covrigi. Seara mai târziu, ceata feciorilor pornea cu „Turca”, obicei de colindat în care o parte colindă, în timp ce un flăcău joacă acoperit de un covor împodobit cu „cănaci” colorați și sprijinit de o bâtă, terminată cu un „clonț” mobil, care se închide și se deschide la fiecare mișcare. Cel care joacă este însoțit de un alt flăcău, mascat de obicei în militar, care prin gesturile sale încearcă să înveselească gazdele, în timp ce colindătorii au aceeași intenție transpusă în verbul colindului „Fă-te vesel gazdă bună”. Toată această ceată este acompaniată de unul sau doi fluierași.
Melodia jocului este veselă, ritmată dar într-un moment se transformă în doină jalnică. Atunci Turca se prăbușește, iar băiatul mascat, adică „bgidușul”, motivează că gazda sau fata gazdei „s-a uitat lung” și a deochiat-o. În timp ce gazda, găzdoaia, fata și feciorul lor erau chemați să prindă de cănacii Turcii pentru ca aceasta să-și revină și să joace din nou, se cânta următorul descântec:
```
„Ciucur mugur de mătase
Mor oile de călbază
Oile de vreme grea
Moare și turcuța mea.”
În același timp reproșează gazdelor:
„Vai, vai, vai turcă frumoasă
Te-o deochiat cei din casă
Și te-o deochiat cam tare
De-ai căzut de pe picioare.”
```

Port popular

Apoi doina este schimbată în melodie de joc și turca își revine și începe din nou jocul. După ce colindătorii turcii sunt cinstiți cu „jinars” (țuică de prune) și cozonac, iar „chizeșul” (organizatorul jocului) cu bani, alaiul pleacă chemat de sunetul unui „bucin”. Însurații și nevestele formează cete mixte de colindători și își colindă neamurile, prietenii și preotul satului. Poezia colinzilor este cu precădere religioasă, cântând Nașterea și Botezul Domnului, mai ales fiind o localitate de ciobani și păstori, existând și o temă laică a celor „trei păstori” care uneori împletesc cunună de flori, dar alteori se împart în taberele motivul mioritic.
Indiferent de caracterul religios sau laic al poeziilor colinzilor, acestea sunt închinate gazdei și se termină cu urarea „Să fi gazdă sănătoasă!”.
Vremea colinzilor, când toată comunitatea se reîntâlnește și se naște din nou o dată cu pruncul din iesle, este un timp al iertării și păcii în care se împlinește mesajul „Și nu uita ca de Crăciun,/ Române să fi bun”. Acea noapte a Ajunului nu este o noapte a odihnei, aceasta căutându-și timpul între cântatul cocoșilor de ziuă și toaca de chemare la biserică.
Pe tot timpul acestui ciclu al sărbătorilor de iarnă slujba de la biserică se termină printr-un colind, iar după amiaza și seara petrecerea are loc la casa jocului.
Ajunul Anului Nou începe tot cu glasul copiilor care de această dată vestesc faptul că „Mâine anul se-nnoiește” sau „C-a venit Sfântul Vasile”, în poezia „Plugușorul”.
Și în această noapte cetele de colindători își întorc colindul, ocazie în care se petrece cu băutură și mâncare. De data aceasta, ca mâncare tradițională sunt servite „găluștele” (sarmale cu păsat), iar băutura preferată este țuica de prune fiartă. După colindat nici nu apucă bine să se liniștească satul, când apar micii colindători, cu Sorcova, care nu pot fi refuzați de nimeni, deoarece aduc în fiecare casă, cu o rămurică de brad, mesajul pașnicei dorinți:
```
„Să trăiți, să-mbătrâniți
Ca un măr, ca un păr,
Ca un fir de trandafir”.
```

În răstimpul dintre Anul Nou și Bobotează preotul intră în toate casele de creștini pentru a le sfinți cu mănunchiul de busuioc, udat în aghiazma din cofă, simbol al apei Iordanului, unde a fost botezat Mântuitorul. La Bobotează serbarea se concentrează mai mult în jurul bisericii, de unde alaiul de creștini în frunte cu preotul ies ca sa sfințească apa, țarina și satul, după care încă se mai colindă și se mai petrece la casa fiecăruia sau la casa jocului ca: „La nunta ce s-a întâmplat în Gana Galilei…”.
Această perioadă destul de lungă a sărbătorilor de iarnă este un moment prielnic pentru o mai bună cunoaștere a celor tineri care urmează să se căsătorească, al unor vizite „pe vedere” sau chiar al unor „înțelegeri” în care familiile celor doi plănuiesc nunta. Intervalul dintre Bobotează și Postul Paștilor este numit „câșlegi”, adică „de dulce” și sunt continuate șezătorile, iar duminica se pot face nunți.
În una din aceste duminici se organizează obiceiul numit „Vergel”, adică o petrecere cu joc, în care fetele angajau muzicanții și tot ele chemau băieții la joc. Melodia jocului atrăgea bineînțeles și pe ceilalți membri ai comunității, care își manifestau această atracție în strigătura: „Vai de mine ce zâcală
De-ar ține până pe seară
Și mâine să-nceapă iară.”
În timpul postului comunitatea nu organizează petreceri, iar mâncărurile din produse animaliere erau înlocuite cu altele, exclusiv vegetale. Astfel, era făcută purificarea de primăvară a trupului și totodată, prin spovedanie și cuminecătură, înainte de a lua „Lumina Învierii”, se purifica sufletul tuturor, încât nu numai natura reînvia în puritatea verde a frunzei și firului de iarbă, ci și toți locuitorii satului.
Sărbătoarea Învierii era marcată de coșurile cu ouă roșii și de petreceri în cântec și joc. Salutul de „Bună Ziua” este înlocuit în cel de „Hristos a Înviat”, la care se răspunde cu „Adevărat că a înviat!” și care se obișnuiește până la sărbătoarea „Înălțării”, iar de atunci până la Rusalii se salută cu „Hristos s-a înălțat”. Dacă la sărbătorile de iarnă mâncărurile sunt bazate pe carnea de porc, la cele de primăvară acestea se fac din carne de miel, urdă și caș.
Anotimpul verii este marcat de mai multe sărbători religioase: Sînpetru, Sîntilie, Sîntămărie, când se organizează petreceri precum cele descrise mai sus.
Așa cum am mai arătat, unul din principalele evenimente din viața omului este căsătoria, care în spațiul rural românesc, prin solemnitatea cununiei și a nunții, primește cea mai mare importanță, imaginea rămânând în amintirea participanților foarte multă vreme.
Cei doi protagoniști, adică mirii, se cunosc din sat, din șezătoare, de la muncă sau de la petrecere, feciorul a umblat la fată, la pețit, părinții s-au înțeles, a avut loc o petrecere de logodnă și, la o dată stabilită, are loc nunta. Invitația era făcută în mod solemn de o ceată de feciori și fete care se numeau chemători, îmbrăcați de sărbătoare, ce umblau din casă în casă pentru a vesti nunta și pe locuitori ca să participe la acel important eveniment: 
„Să nu vă țineți mândri și măreți,
Și să vă faceți cale, în alte părți,
Ci să veniți la un scaun de ședere
La un pahar de băutură
La mai multă voie bună!”
Chemătorii și chemătoarele aveau calitatea de domnișori și domnișoare de onoare și îi însoțeau pe miri, pe tot parcursul ceremoniei nunții.
În dimineața nunții alaiul se formează de la casa mirelui, de unde, în frunte cu un staroste numit colăcar, deoarece poartă un colac și o ploscă cu jinars, pornesc spre casa miresei. La poarta miresei drumul este blocat de alaiul acesteia, condus și el de un staroste. Între cei doi „conducători de oști” se desfășoară un dialog vesel, care se termină cu o pace marcată de ciocnitul celor două ploști cu ginars, după care toți pornesc spre casa miresei.
Colăcarii cer apoi mireasa:
„Cu vreo două trei cuvinte
Care-n carte nu sunt scrise
Dar trebuie aicea zise…”.
În acest timp muzicanții cântă și alaiul, în frunte cu mirii, nașii și colăcarul, se îndreaptă spre biserică unde are loc cununia. De obicei, nunta avea loc la casa mirelui unde alaiul, după cununie, era primit cu o chiuitură de soacra mare:
„Bine-mi pare ca-ți vinit
Că de mult v-am tăt dorit”.
Mai nou, nunta este făcută la Căminul Cultural.
O dată cu alaiul sosea și carul cu zestre al miresei, care era descărcat în fața nuntașilor pentru ca aceștia să fie martori la mulțimea țesăturilor și cusăturilor aduse de mireasă. Nuntașii intră apoi la masă și începe petrecerea, acompaniată de taraful de ceterași, la cântec și la joc.
Un moment important este atunci când socăcița aduce o găină împodobită cu struț, pe care urmează să o dea la naș. Pornind de la bucătărie și îndreptându-se spre masa nașilor, acompaniată de primaș, aceasta chiuie:
```
„Ia țigane arcu-n mână
Și zâ-i una la găină,
Zâ-i țigane, zi cu drag
Să mă pot sui pe prag.
Zâ-i țigane, zâ-i frumos
Să mă pot coborî jos
Zâ-i țigane de la ușă
Să mă scutur de cenușă.
Că de când m-am măritat
Eu nu m-am mai scuturat.
Faceți-mi loc ca să viu
Cu poalele prinse-n brâu.
Faceți-mi un pic de loc
Găina trebuie s-o joc.
Că asta-i găină sură
Și-i crescută p-îngă șură…”
```

Din jocurile mai mult jucate la nunți erau: „De-a lungul” și „Învârtita”, jocurile feciorești ca: Sârba, Brâul, Bătrâneasca și Cernuta.
După chiuitul găinii starostele adună cinstea, începând de la nași și continuând cu toți mesenii care îi cinstesc pe miri, cu bani sau cu alte daruri, spunând: „De la noi atât, de la Dumnezeu mai mult!”.
În același timp închină fiecare un pahar cu mirii, felicitându-i pe aceștia și urându-le ca în versul lui Coșbuc:
```
„Și vesel Mugur împărat
Că cel dintâi s-a ridicat
Și cu paharul plin în mâini
Precum e felul din bătrâni
La orice chef între români,
El a închinat.
Și-a zis: - Cât mac e prin livezi
Atâția ani la miri urez!
Și-un prinț la anul! Blând și mic,
Să crească mare și voinic.
Iar noi să mai jucăm un pic
Și la botez!”
```

Și astfel, încă de la petrecerea de la nuntă se plănuiește următoarea petrecere, cea a botezului, deoarece scopul principal al unirii în dragoste prin căsătorie este procrearea de prunci care să ducă mai departe tradiția, numele și renumele.

## Școala
La început a luat ființă o școală primară confesională, după perioada Gheorghe Șincai și Petru Maior, în cătunul Idicel Sat. Dovezi sigure menționează existența acestei școli în anul 1805, când a funcționat ca învățător Toma Brancovici. În anul 1850, învățător era Grigore Branca din comuna Aluniș. La această școală frecventau și copiii din cătunul Idicel-Pădure.
În cătunul Idicel-Pădure școala a luat ființă în jurul anului 1875, fapt ce rezultă din jurnalul de activitate a lui Mihail Covrig, în care arată că în acest an a frecventat școala primară ca elev în clasa I, având ca învățător pe Iosif Brâncoveanul și Galaftion Șagău. Fragmentele de jurnal demonstrează suplimentar că prima școală în cătunul Idicel-Pădure a funcționat într-o casă, lângă vatra părinților lui Mihail Covrig, care, dacă școala ar fi existat și funcționat în anul 1875, nu și-ar fi dat copilul la o școală situată la 4,5 km distanță de Covrig Anastasia.
Demn de menționat este că de la atestarea satului și până la terminarea primului război mondial, satul fiind sub stăpânire austro-ungară, au urmat și absolvit studii superioare abia trei tineri, și anume: Covrig Ionică, care a ajuns funcționar la poșta din Pécs, Vasile Sava și Gheorghe Sava, ajunși doctori.
După sfârșitul primului război mondial și până în anul 1940 au mai frecventat și absolvit studii superioare Buzdugan I. Lazăr, care a urmat studii militare, devenind ofițer activ și Covrig Gavril, care a urmat studii teologice și filozofice, devenind profesor. Acest număr atât de mic de elevi din sat care au frecventat studii superioare într-o perioadă atât de lungă se datorează numai stăpânirii străine și a vitregiei vremurilor, căci după al doilea război mondial, de când țara noastră și-a recăpătat independența și s-au creat condiții mai ușoare de învățământ, au urmat și absolvit studii superioare din acest sat zeci de tineri, devenind învățători, profesori, ofițeri, ingineri, medici, preoți, ziariști, tehnicieni de diferite calificări, fapt ce dovedește că această zonă dispune de oameni talentați, harnici și dornici de progres. Dar nu trebuie să-i uităm nici pe cei rămași în sat, care sunt oameni harnici și talentați atât în ale agriculturii, cât și în diferite meserii, lucru demonstrat prin frumoasele gospodării aflate în plin progres.
Demn de remarcat sunt o serie de familii care au calități deosebite în sculptura lemnului: Covrig Mihail, Covrig Gavril, Moldovan Ioan (sculptorul), Covrig Ilisie și Hărșan Gheorghe.

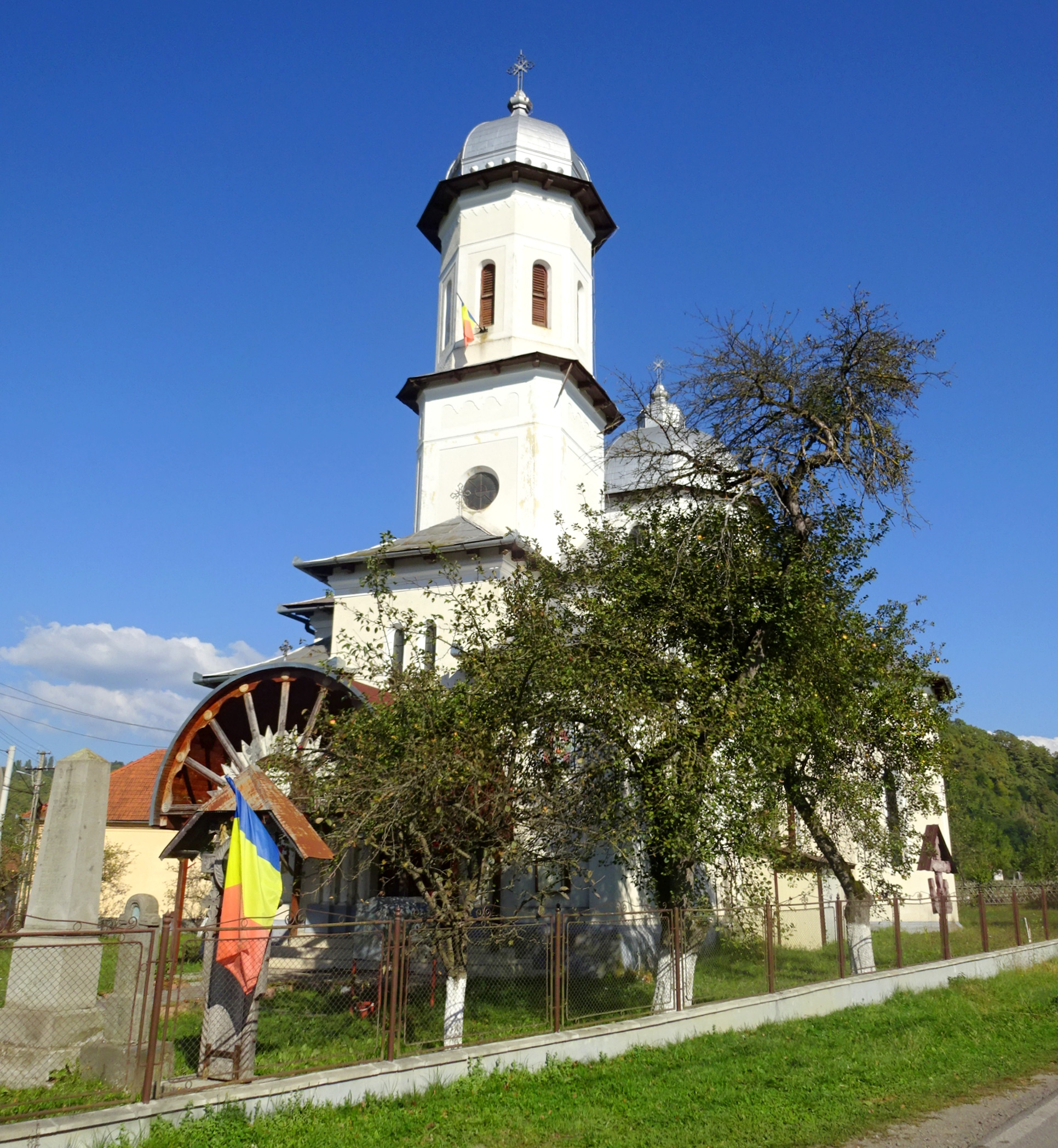
Biserica Sfinții Arhangheli din Idicel-Pădure (septembrie 2024)

## Biserica la Idicel Pădure
Cultul a fost de la început și se păstrează până astăzi creștin-ortodox. Ca locaș de cult, inițial a fost o biserică mică din lemn în cătunul Idicel Sat. Tot acolo s-a făcut o biserică mai mare din cărămidă, care există și azi și la care mergeau credincioșii din cătunul Idicel-Pădure. Pe dealul Ifălău din Idicel-Pădure se afla o clopotniță care servea la anunțarea liturghiilor și a deceselor.

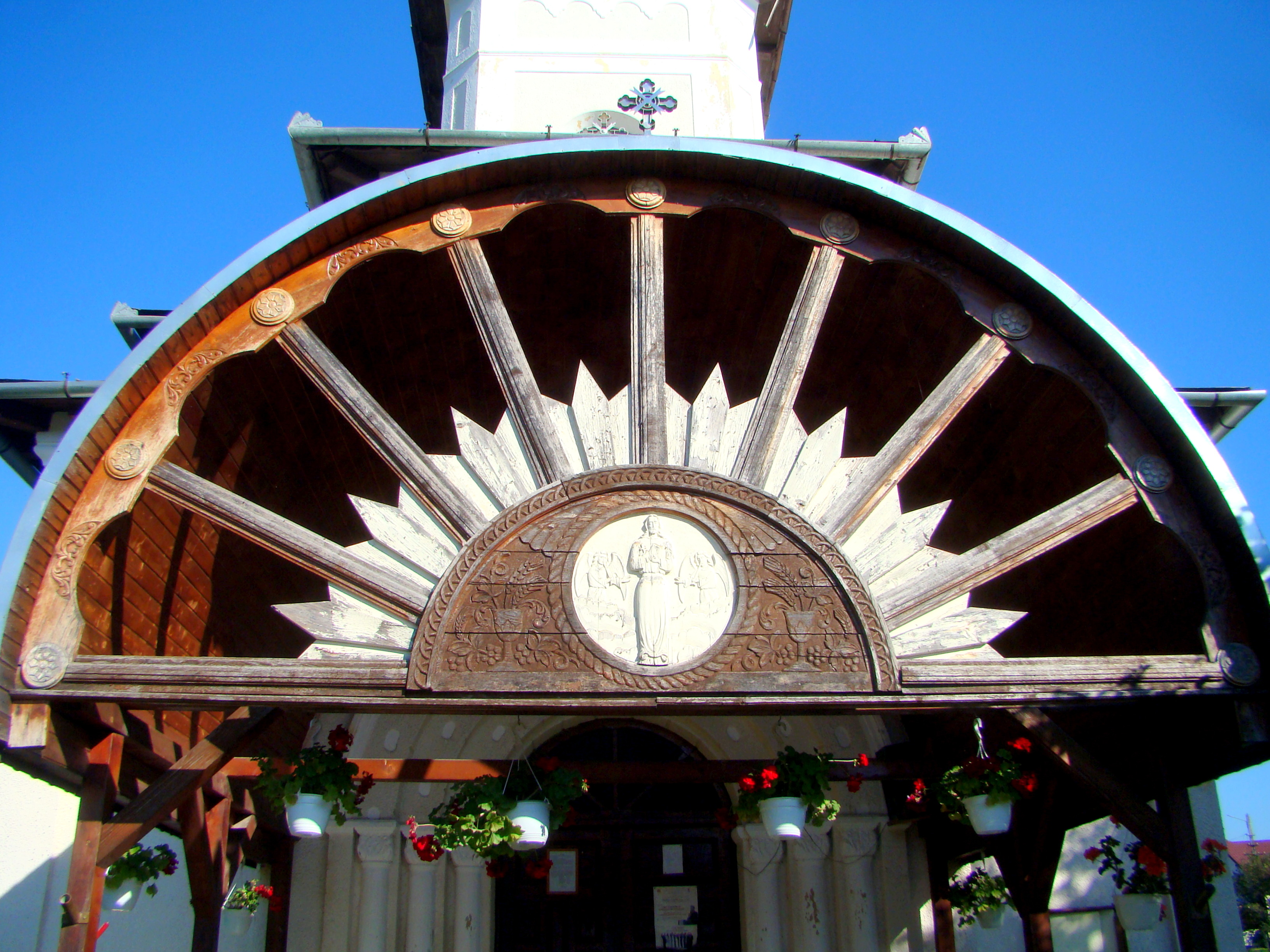
Decorul din lemn traforat al pridvorului

În anul 1903, populația acestui cătun înmulțindu-se și având o stare materială mai bună, precum și datorită faptului că distanța până la biserica din satul vecin era destul de mare, la inițiativa fostului învățător și fiu al satului Mihail Covrig, în colaborare cu toți credincioșii, s-a hotărât să se construiască o biserică.

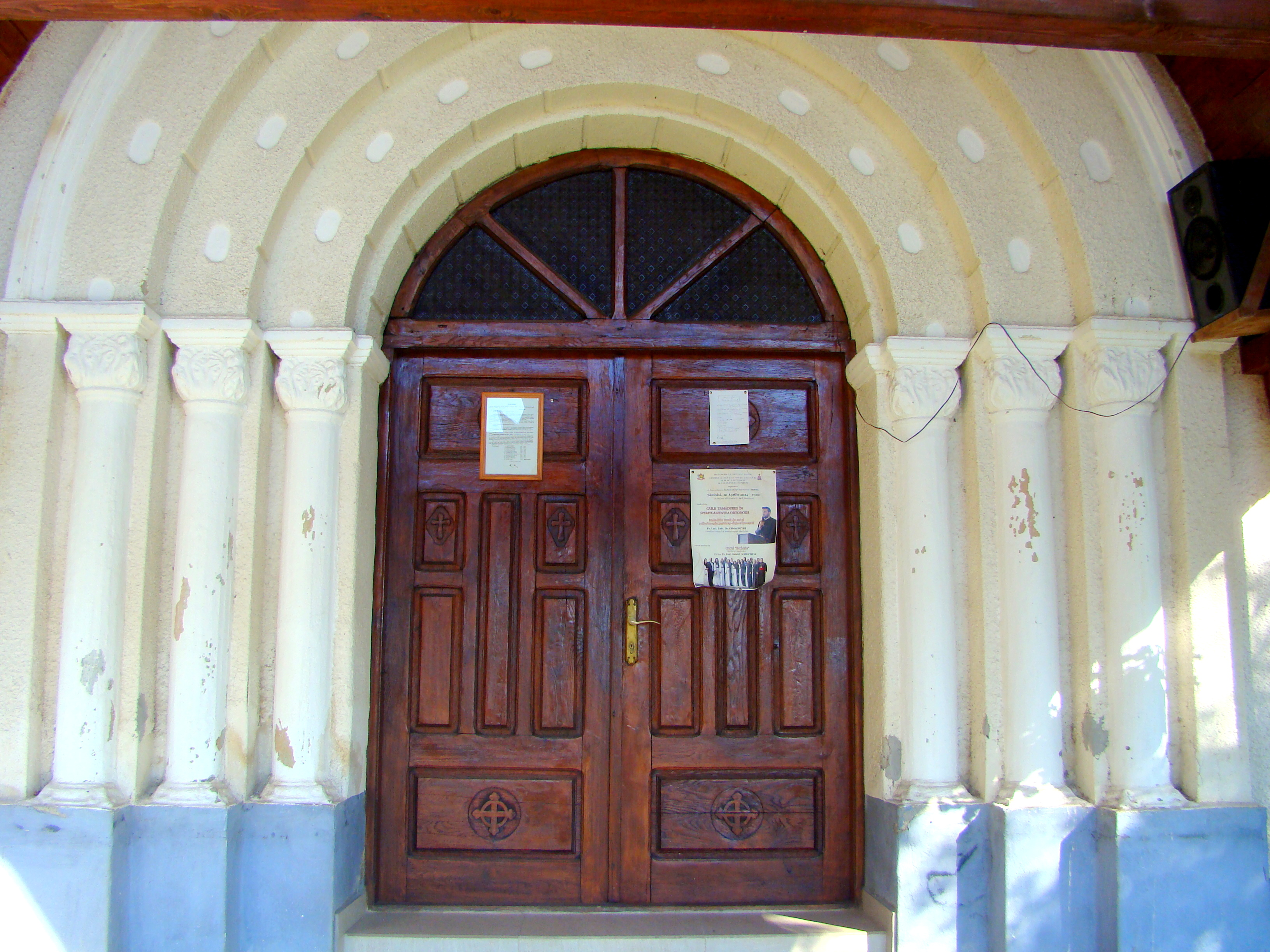
Portalul intrării cu trei retrageri succesive

Astfel, s-a cumpărat o biserică veche din lemn, din satul Ibănești care a fost reclădită pe o fundație de piatră. Biserica a fost așezată pe terenul donat de frații Pop Gheorghe și Pop Ioan din Idicel Sat.
Prin anul 1933, biserica având nevoie de reparații capitale, precum și pentru că nu mai corespundea nici din punct de vedere al capacității, din inițiativa aceluiași Mihail Covrig (care ar fi dorit să suporte singur cheltuielile de construcție în amintirea unicului său fiu pierdut pe câmpul de luptă în primul război mondial, lucru cu care nu toți locuitorii satului au fost de acord), s-a hotărât construirea unei biserici noi din contribuția tuturor credincioșilor satului.
Biserica s-a construit pe locul vechii biserici, din material rezultat din demolarea acesteia. Noul locaș al bisericii a fost terminat în anul 1935, când la data de 8 noiembrie s-a făcut sfințirea provizorie. În anul 1978, la data de 28 octombrie, s-a făcut sfințirea definitivă a bisericii de către Prea Sfințitul Părinte Episcop Emilian Birdeș de Alba Iulia, împreună cu un sobor de preoți.
Preoții titulari care au păstorit parohia de la înființare și până în prezent au fost:
- 1903 – 1922 – Preot Mihail Todea;
- 1922 – 1924 – Preot Profirie Eparon;
- 1924 – 1932 – Preot Ioan Comarzon;
- 1932 – 1938 – Preot Teodor Bucur (în timpul lui s-a construit noua biserică);
- 1938 – 1942 – Preot Aurel Nicolescu;
- 1942 – 1973 – Preot Gheorghe Covrig;
- 1973 – 1975 – Preot Ilie Căpîlneanu;
- 1975 – 1983 – Preot Gheorghe Man;
- 1983 – 1984 – Preot Sarlea Simion;
- 1984 – 1980 – Preot Mureșan Theodor;
- 1990 – până în prezent Preot Micu Eugen.

## Evenimente importante
- 1903 – înființarea parohiei ortodoxe române și construirea primei biserici;
- 7 ianuarie 1934 – s-a edificat primul cămin cultural românesc din județul Mureș, numit „Casa Culturală”;
- 1971 – prima reuniune a fiilor satului;
- 8 septembrie 1980 – a avut loc o ceremonie cultural-religioasă având ca scop aniversarea a 77 de ani de la înființarea parohiei și a ridicării primei biserici, precum și 45 de ani de la ridicarea actualei biserici; sfințirea a două troițe așezate în fața bisericii, ridicate în memoria eroilor neamului decedați în cele două războaie mondiale;
- 1985 – cea de-a doua reuniune a fiilor satului;
- 22 august 1993 – au avut loc aniversarea a trei evenimente deosebite ale satului:
  - 600 de ani de la prima atestare documentară a satului Idicel-Pădure (1393 - 1993);
  - 90 de ani de la înființarea parohiei de rit ortodox 1903 – 1993 și construirea primei biserici;
  - cea de-a treia reuniune a fiilor satului;
- 19 mai 2001 – inaugurarea muzeului satului – unicul muzeu particular înființat de o țărancă, care este și poet, Rafila Moldovan.

După cel de-al doilea război mondial, a urmat o perioadă destul de grea pentru locuitorii satului, multe case fiind distruse în urma bombardamentelor, dar acest lucru nu i-a împiedicat să o ia de la capăt. În prezent,în 2006, localitatea dispune de o suprafață de circa 1.400 ha de pășuni și fânețe, 295 vaci de lapte, 1.970 de oi și 1.814 păsări, 4 măgari, 202 cai de muncă (între anii 1975 – 1985 ocupând locul trei pe țară ca și număr de cai pe cap de locuitor), 7 tractoare.

## Perspectivele localității
Locuitorii așezării au în vedere valorificarea mai bună a resurselor naturale existente, în contextul creat de schimbările politico-economice din anii de după Revoluția română din 1989. Domeniile vizate sunt prelucrarea lemnului, creșterea animalelor și dezvoltarea turismului rural. Condițiile naturale, resursele materiale și umane divizate judicios într-un astfel de proiect ar putea face ca, în câțiva ani, Idicel-Pădure să se transforme într-o localitate în care tradiția să se împletească în mod fericit cu modernismul. Dar mai precis, o localitate în care oamenii au de arătat că, într-un cadru natural superb, obiceiurile și tradițiile pot fi păstrate și continuate chiar și într-o epocă în care direcția predominantă pare să fie înnoirea continuă.

## Imagini

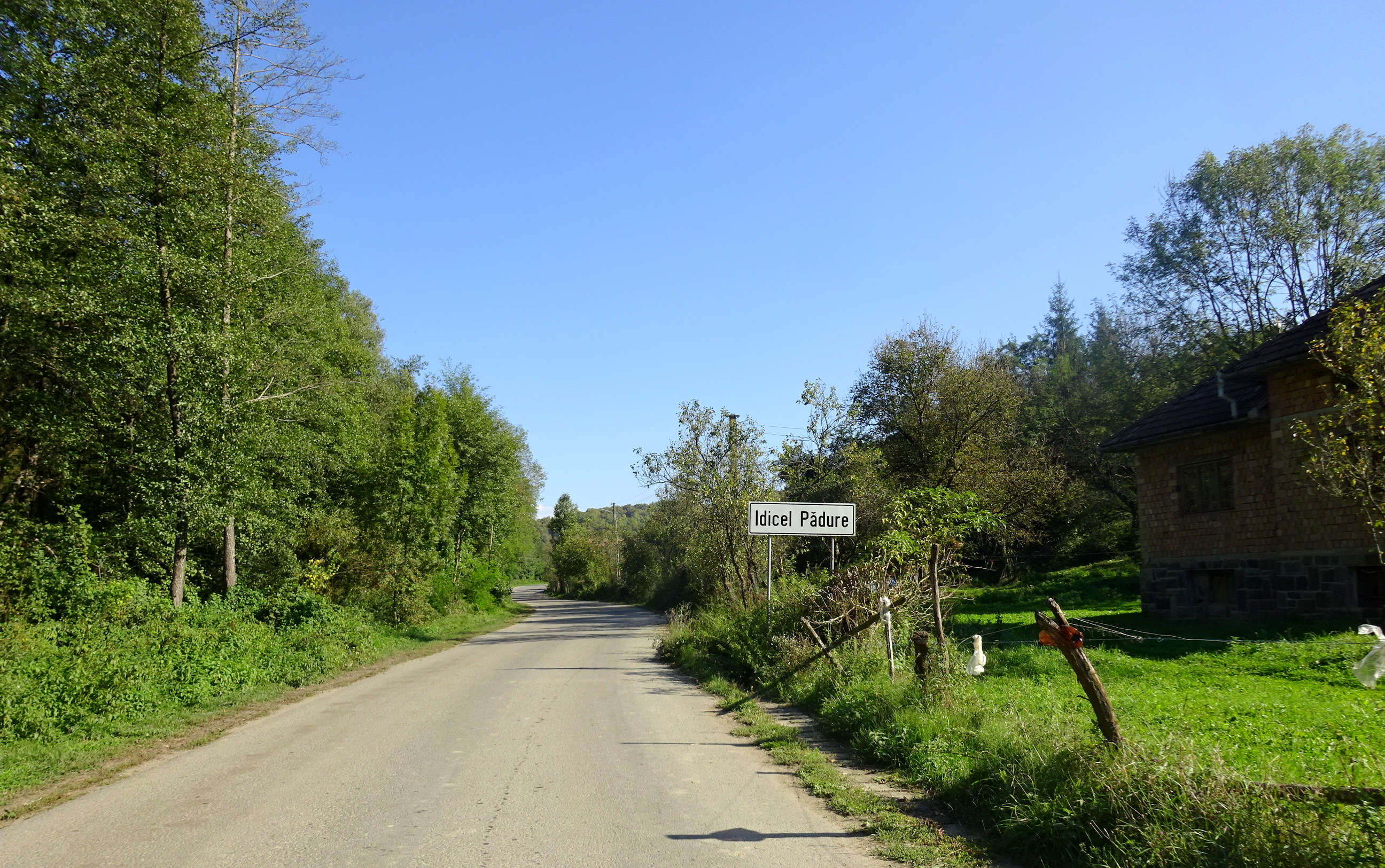
Intrarea în localitate
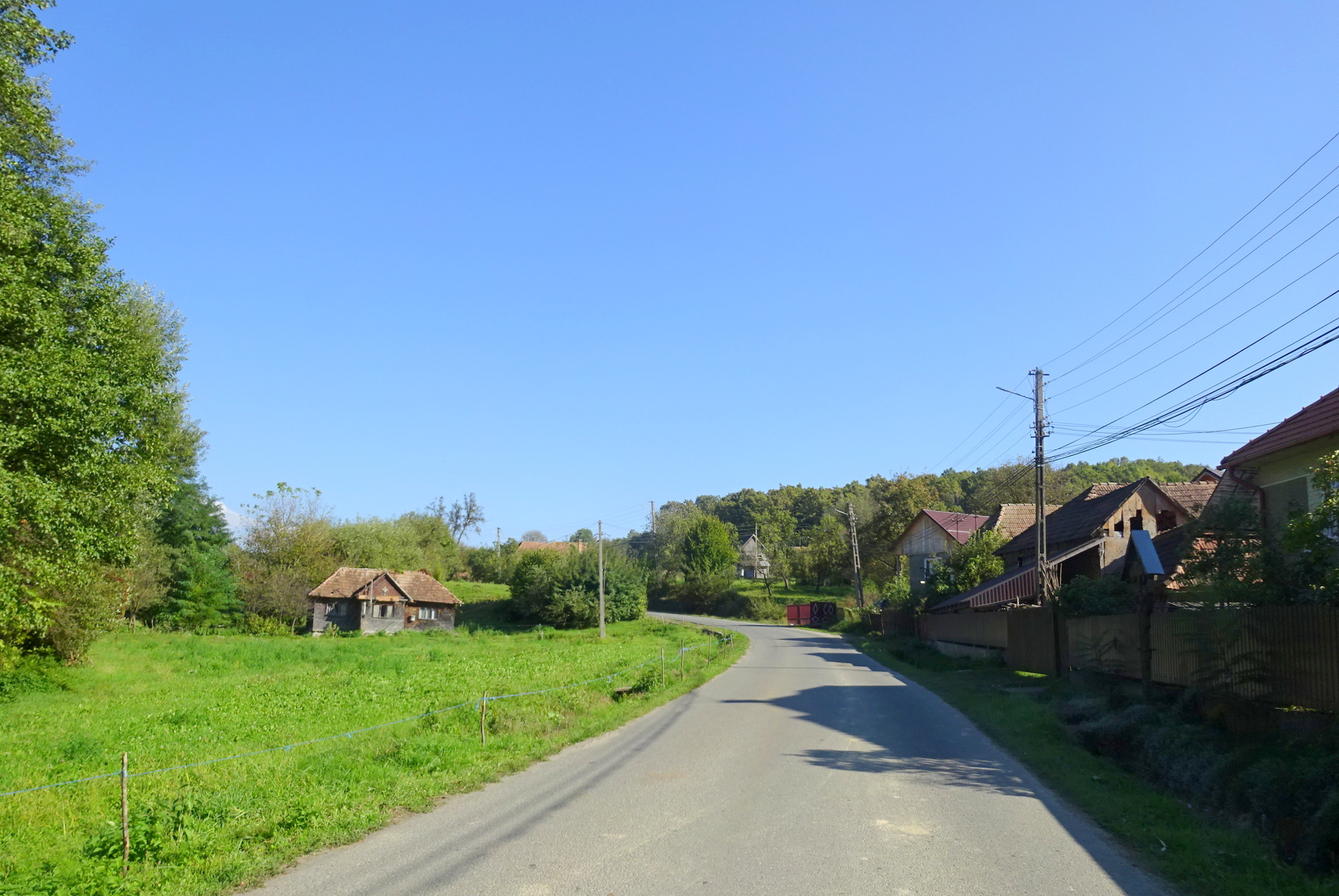
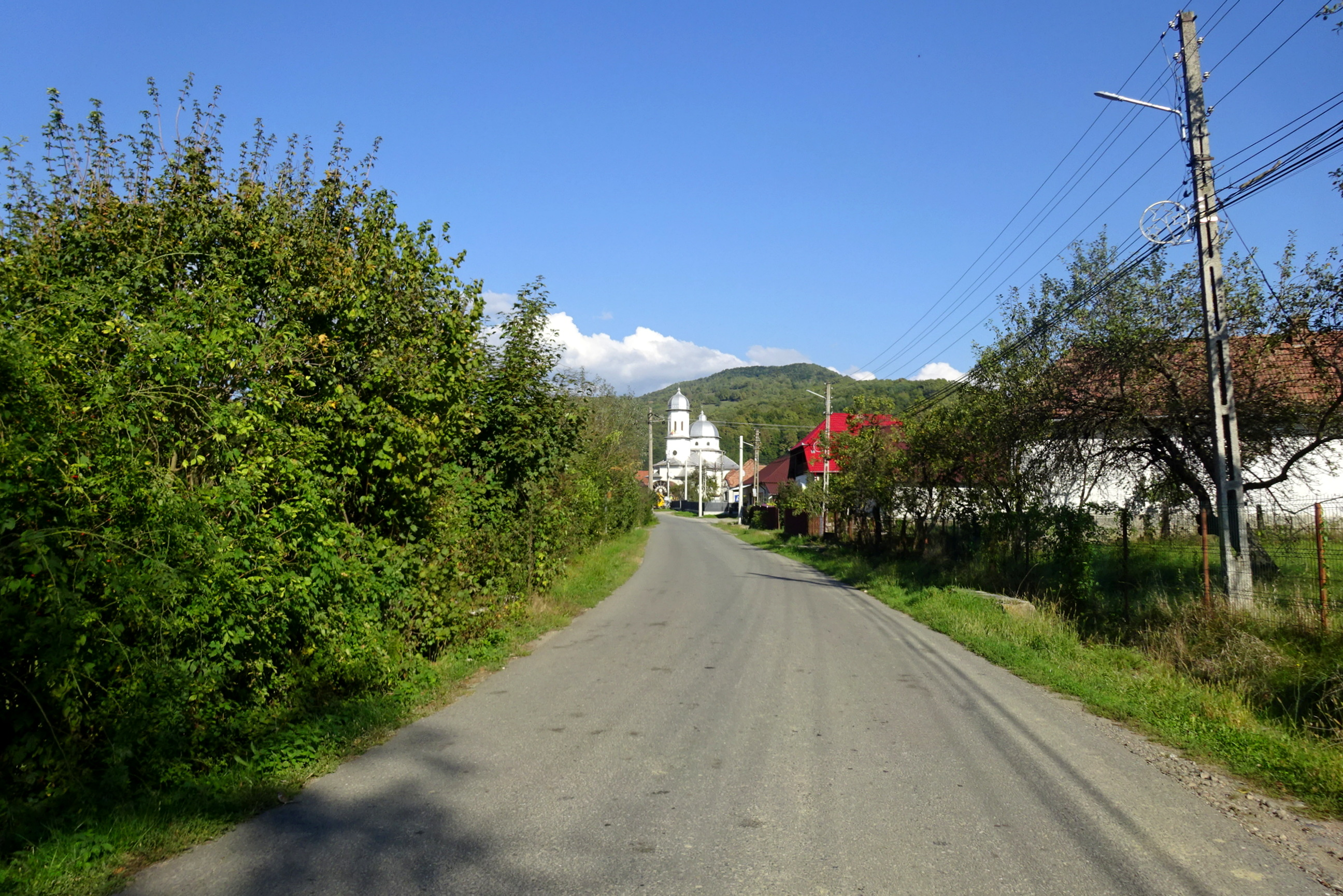
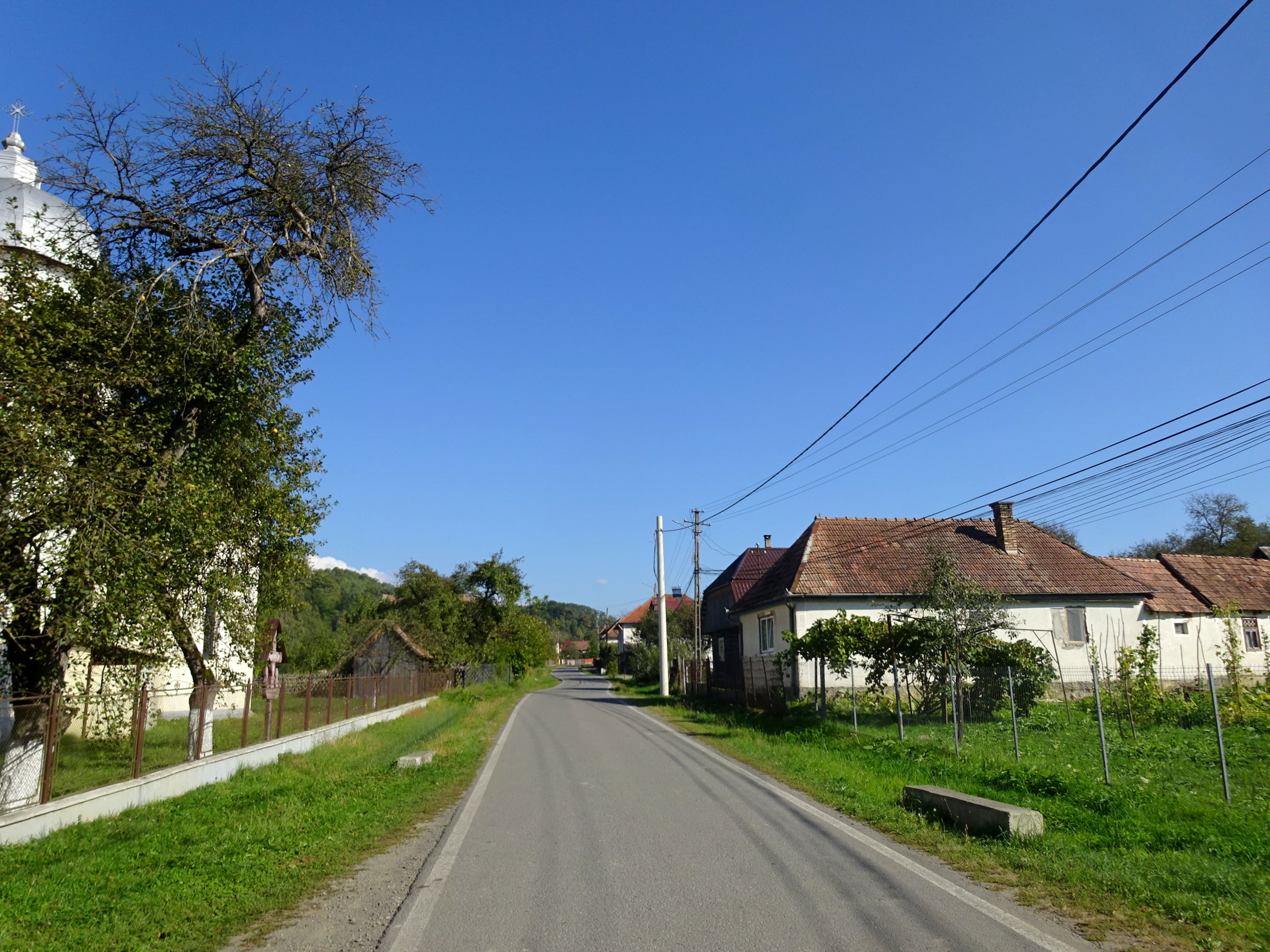
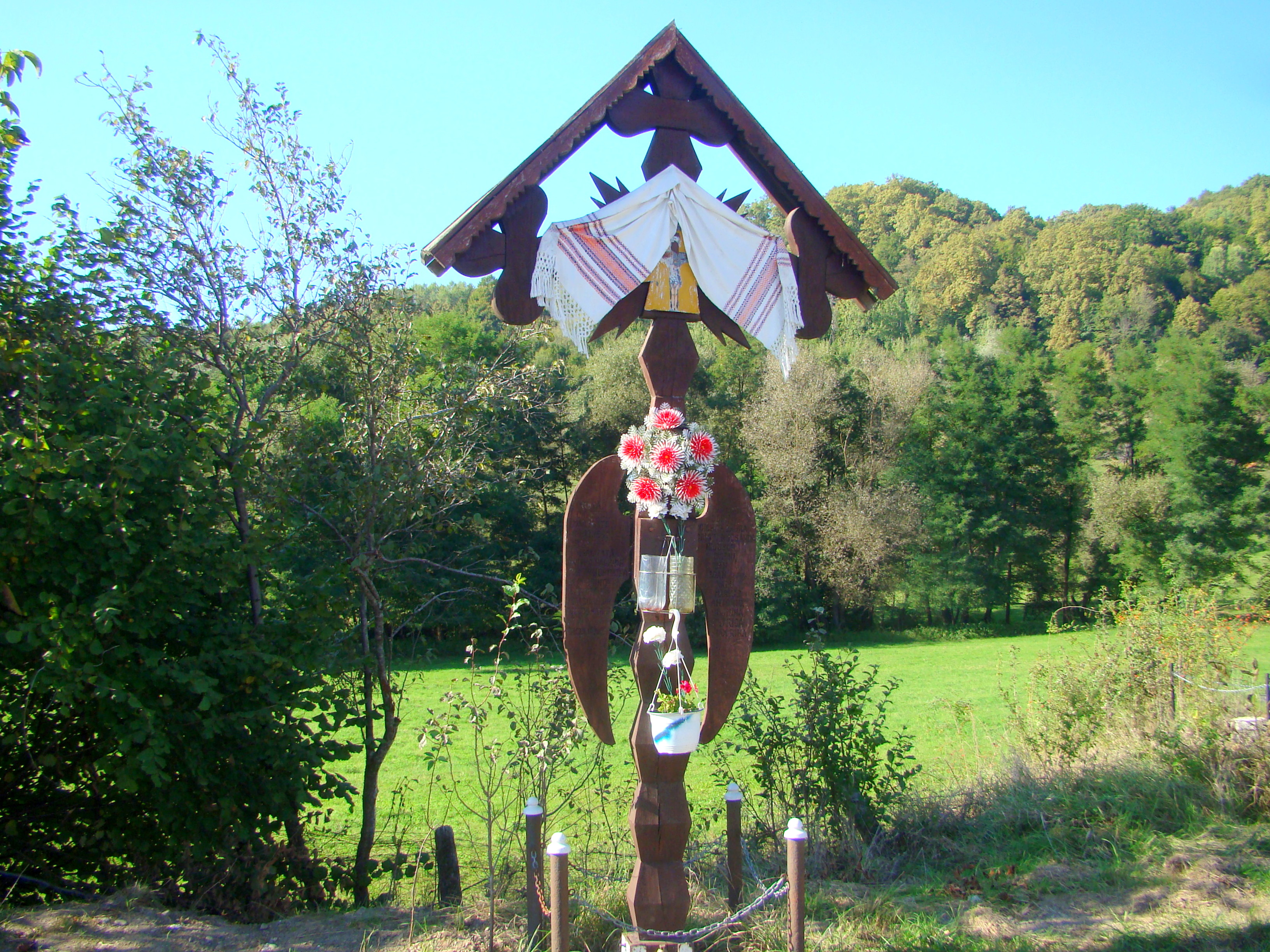
Troița
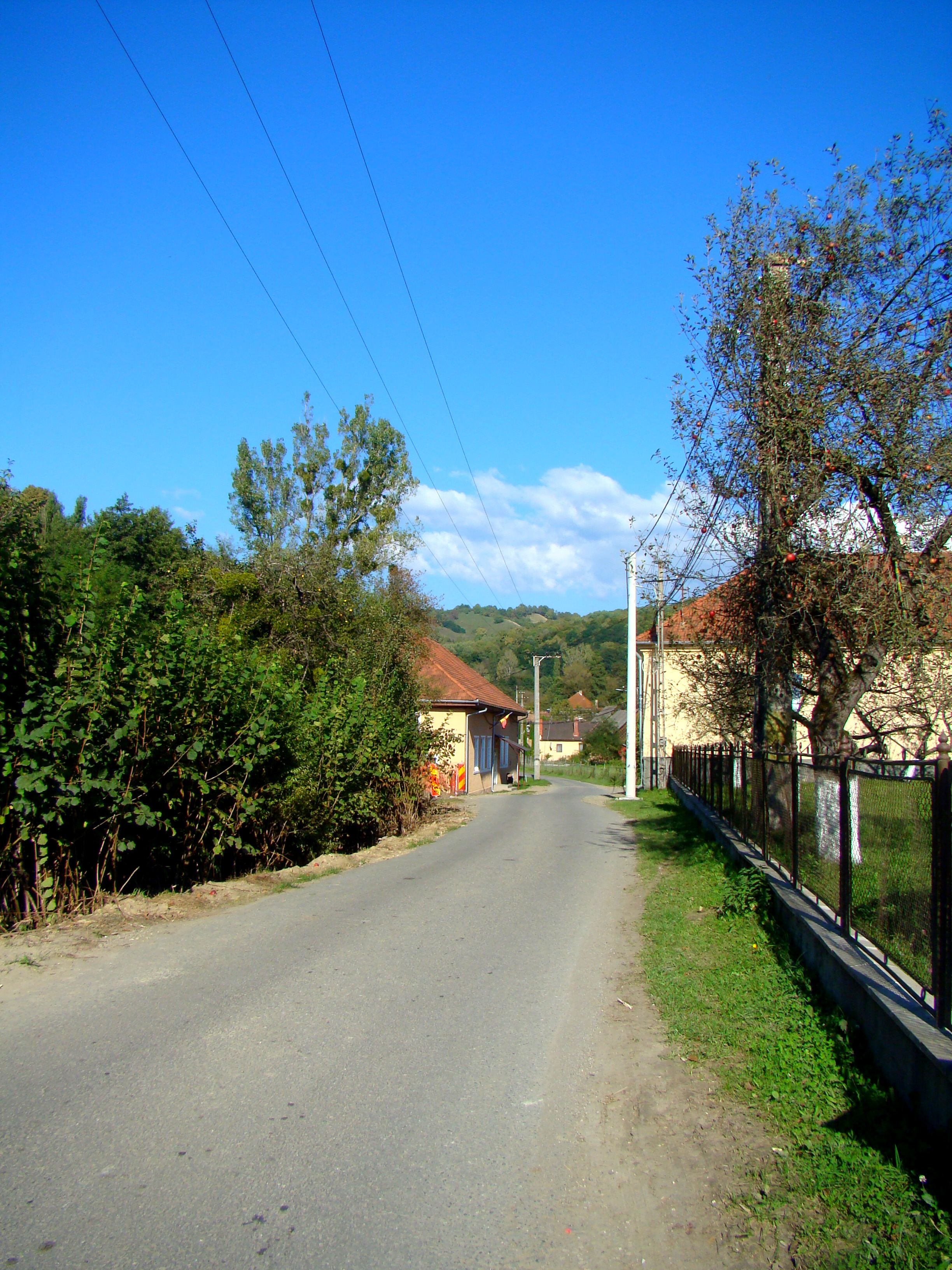
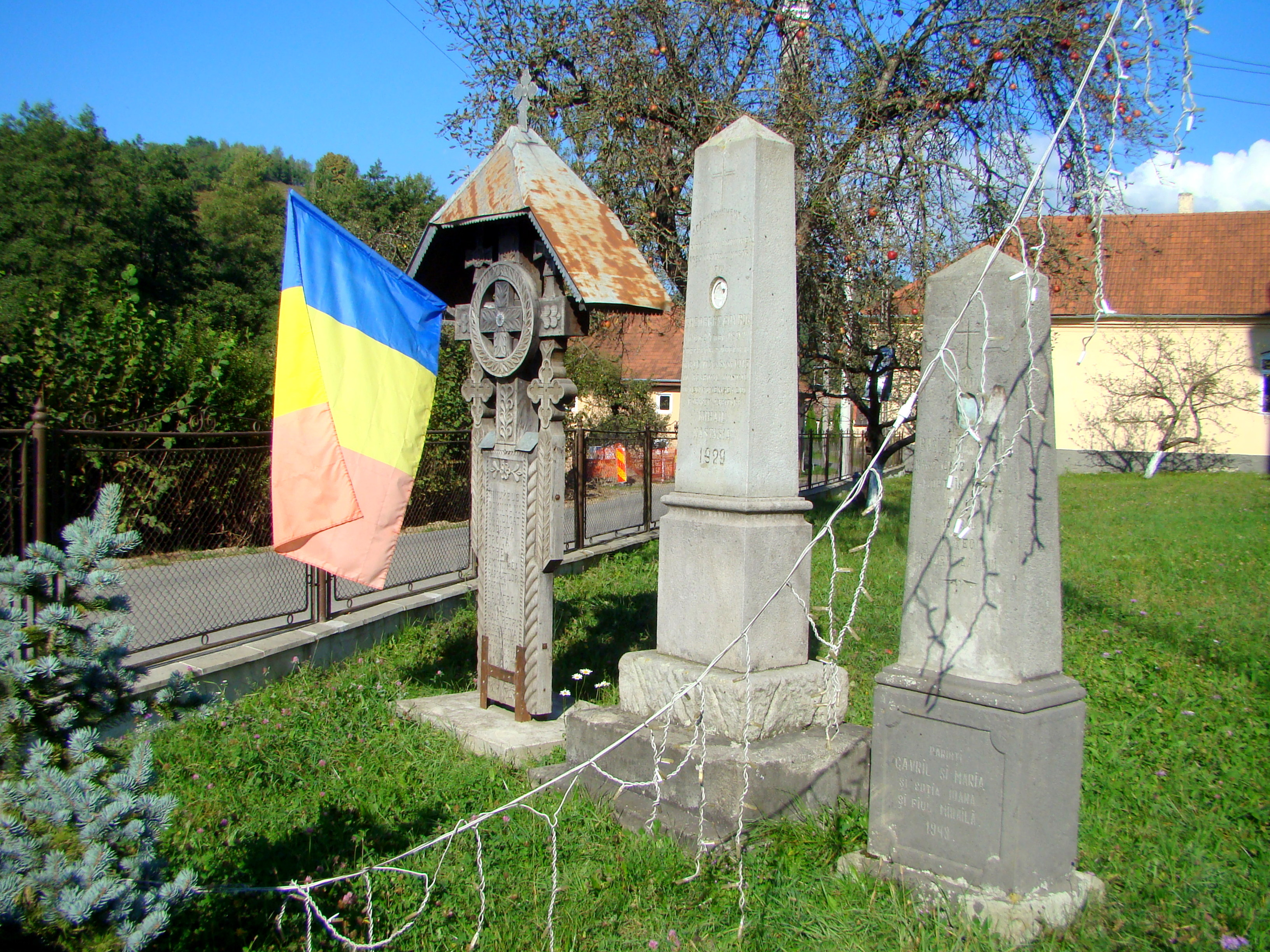
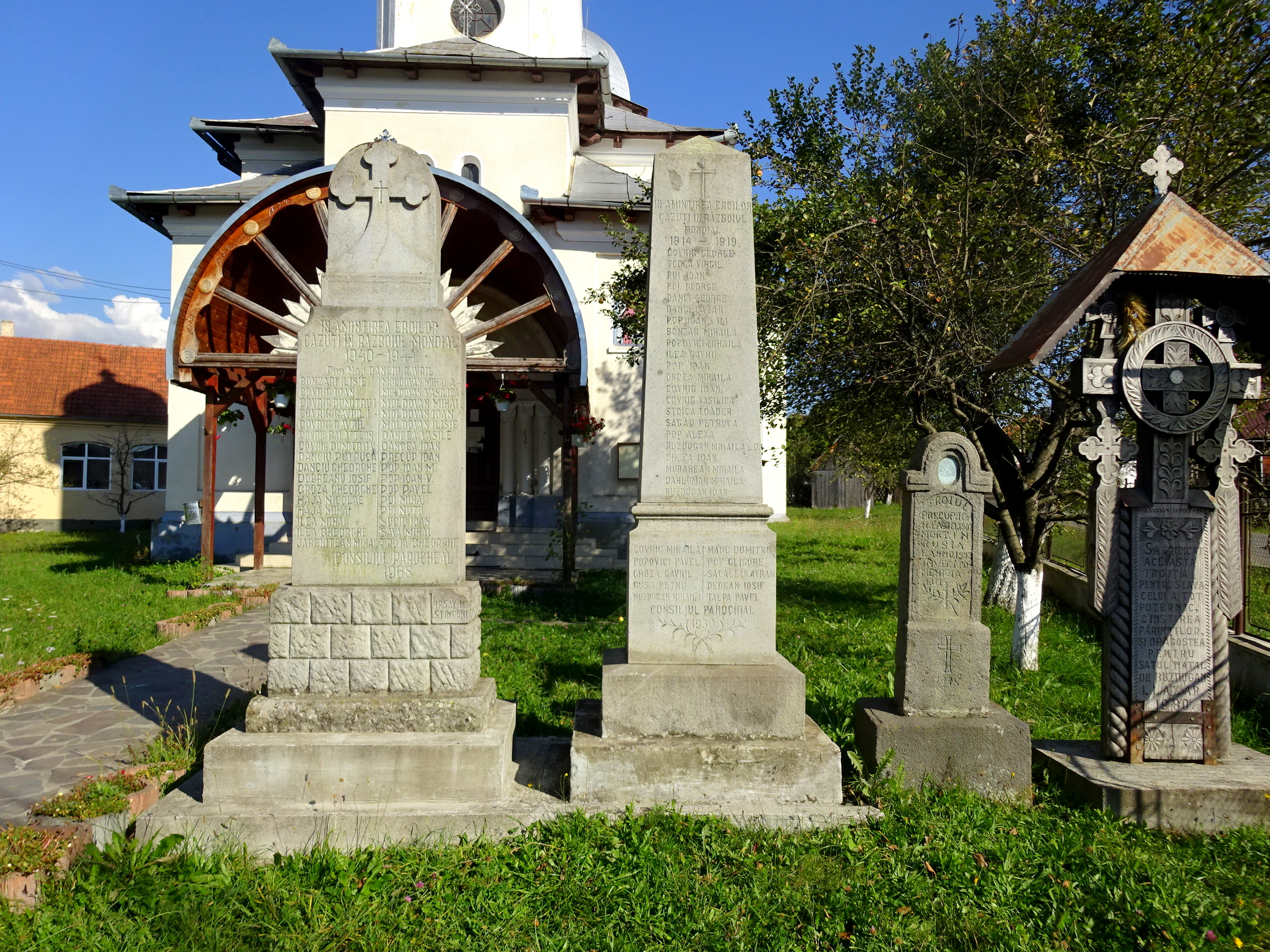
Monumentul eroilor
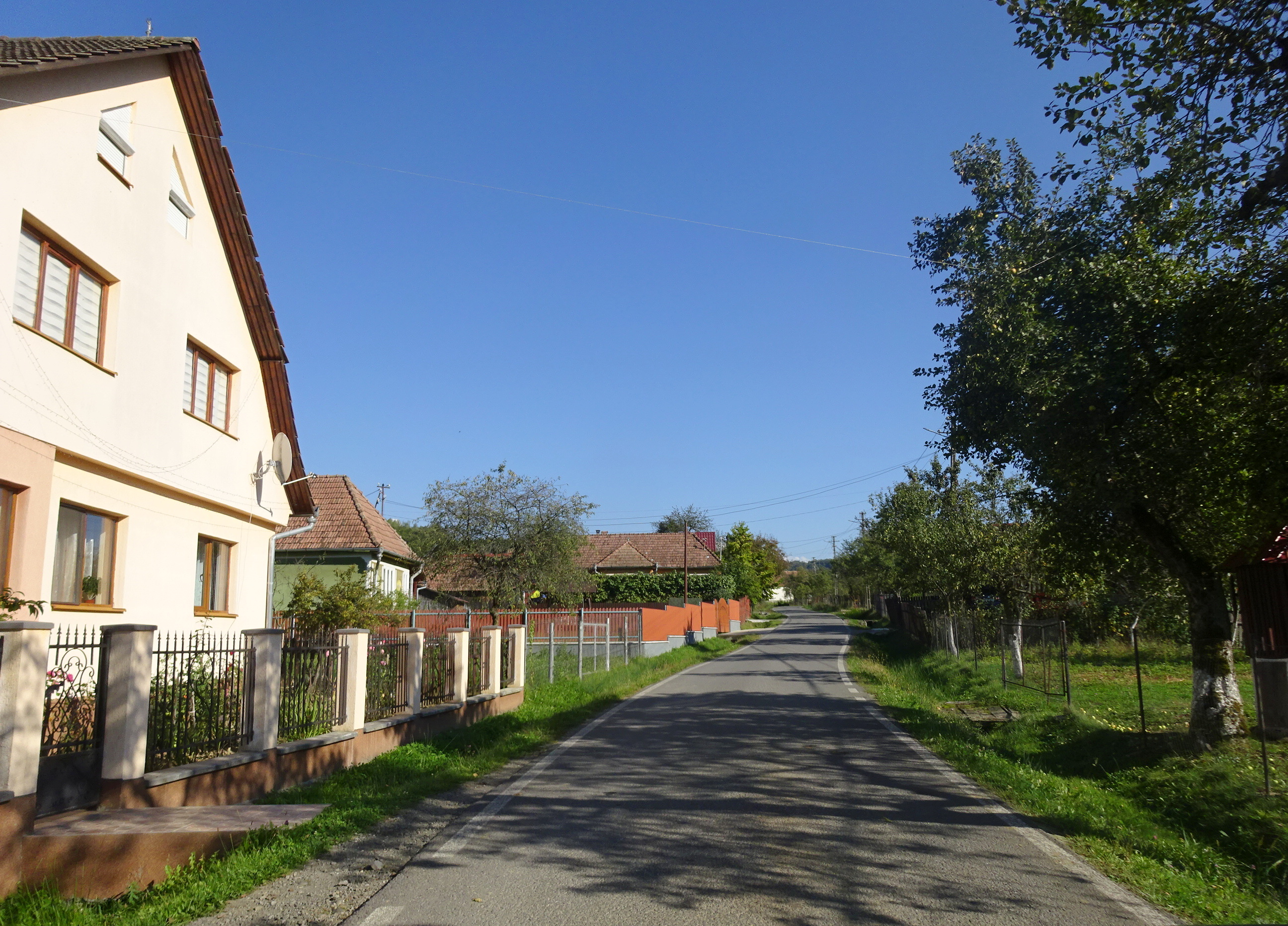
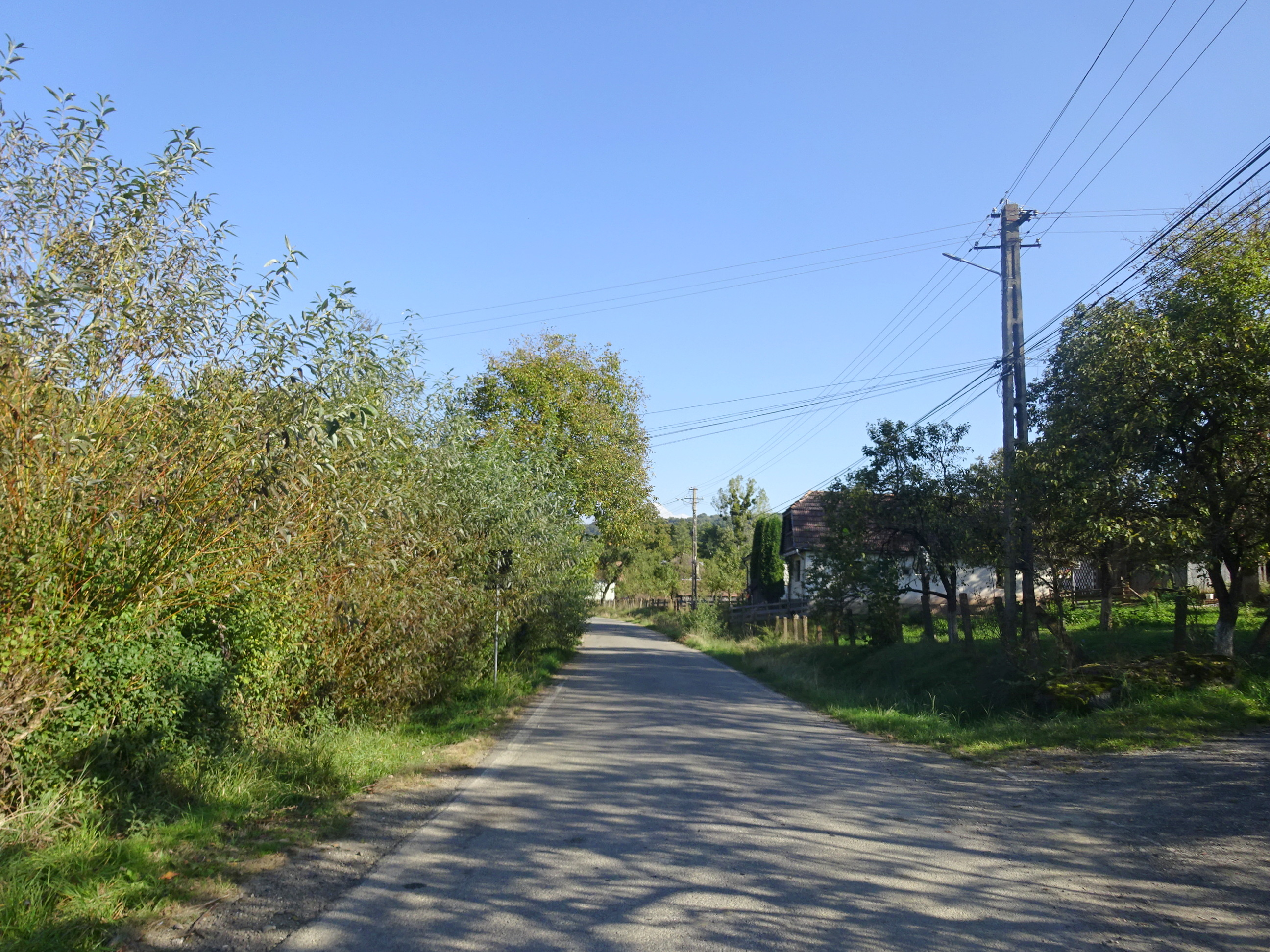
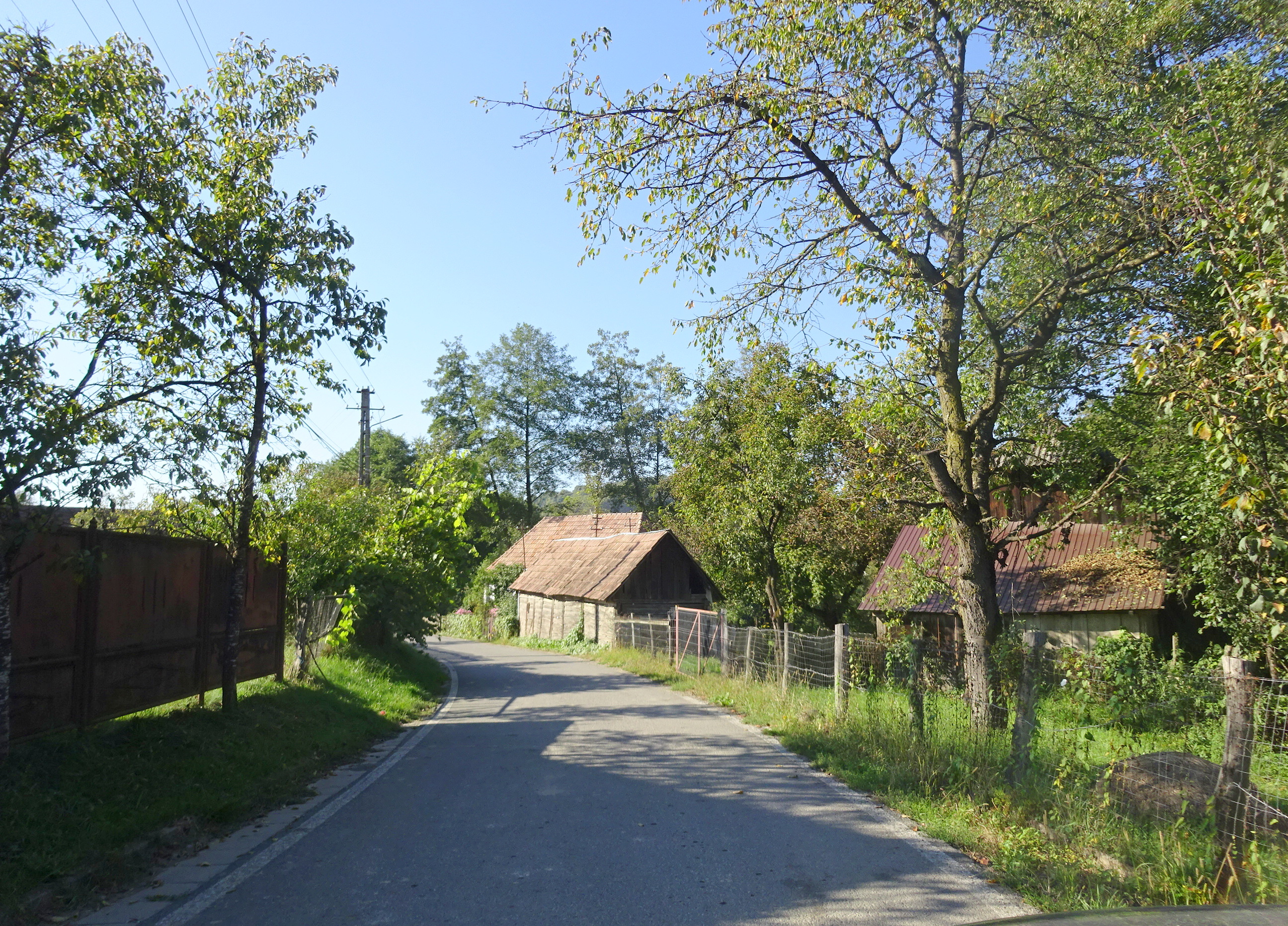
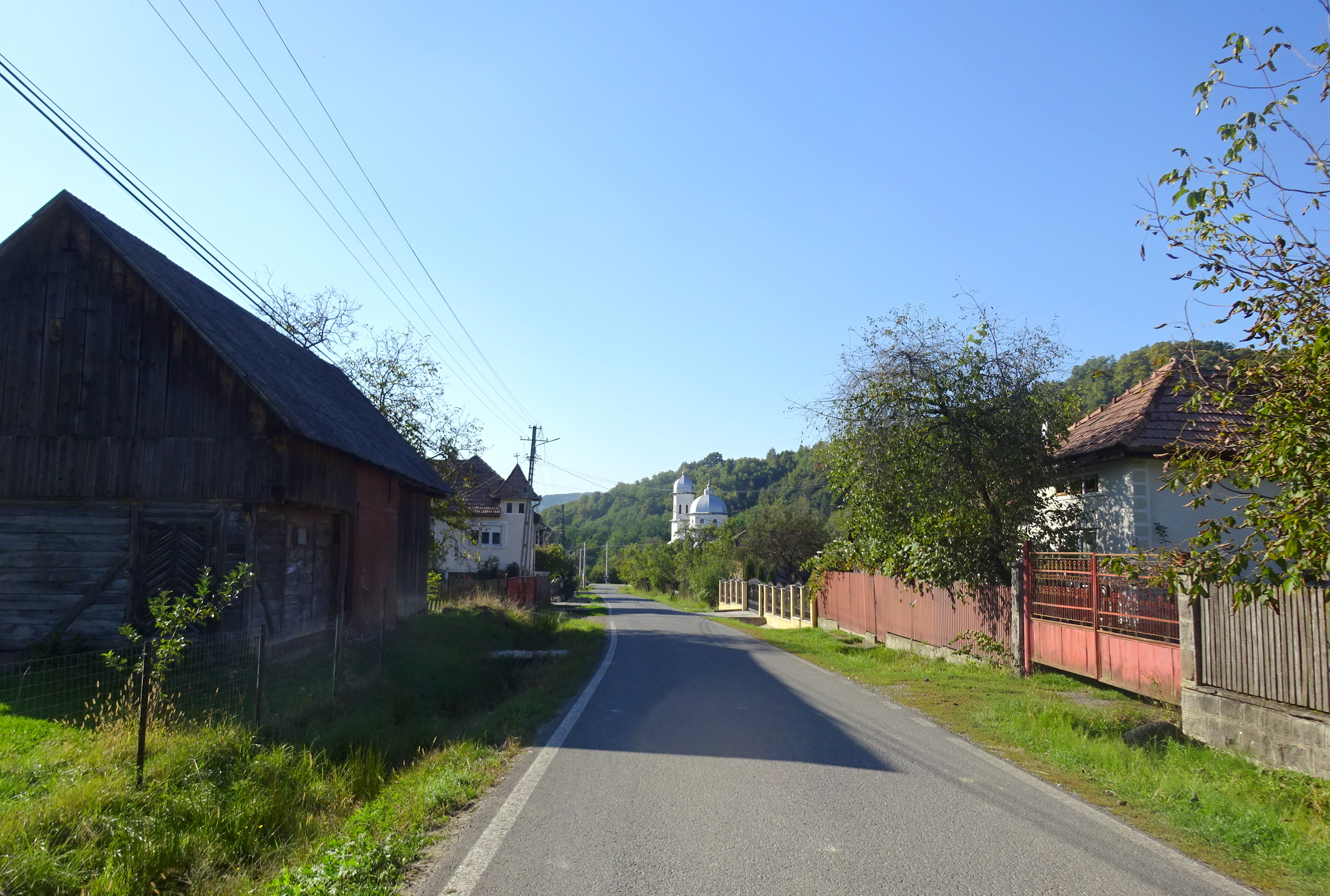
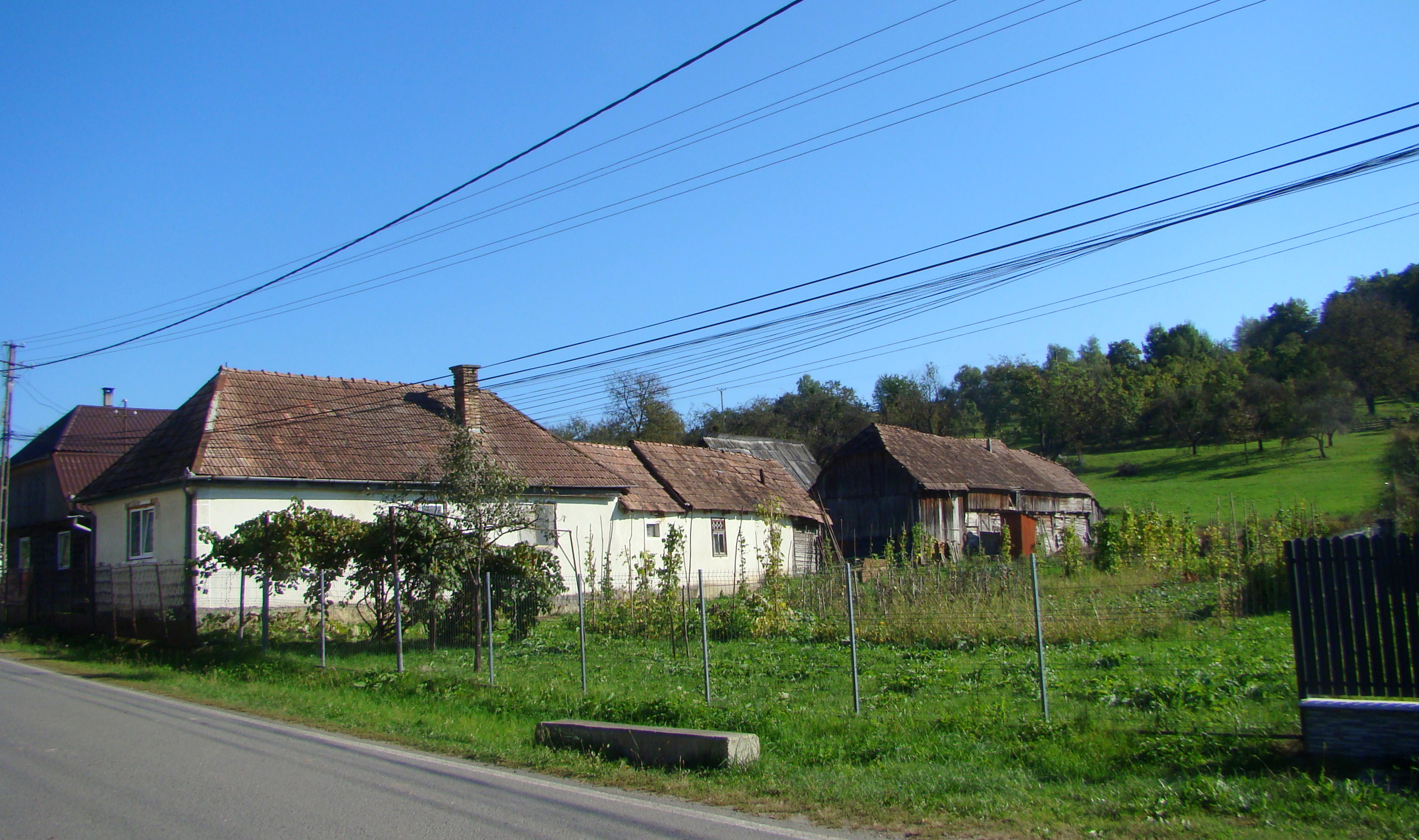